# Besseria incompleta
Besseria incompleta är en tvåvingeart som beskrevs av Charles Howard Curran 1926. Besseria incompleta ingår i släktet Besseria och familjen parasitflugor.
Artens utbredningsområde är Ontario. Inga underarter finns listade i Catalogue of Life.